# Aigua de Colònia

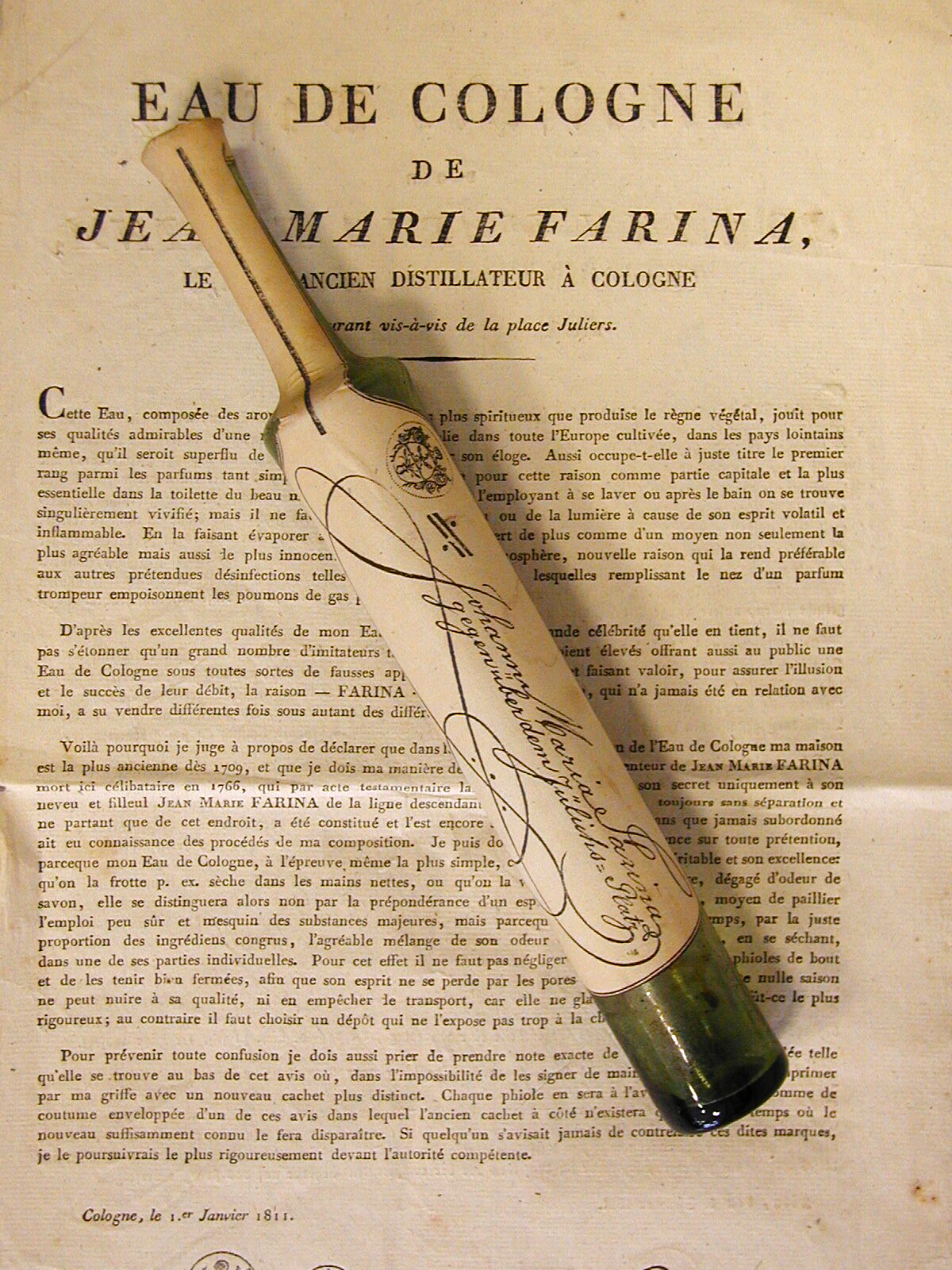
Aigua de Colònia original

L'aigua de Colònia (en francès eau de Cologne, en alemany Kölnisch Wasser) és un tipus de perfum lleuger originari de Colònia, ciutat d'Alemanya, i es caracteritza per la seva típica concentració d'un 2-3% d'olis d'essència.

## Components
Sobre una base d'etanol diluït (70-90%), l'aigua de Colònia conté una mescla d'olis cítrics entre els quals hi ha oli de llimona, taronja, bergamota, llima, raïm i neroli. També conté oli de lavanda, romaní, farigola, petitgrain (fulla de taronja) i gessamí.
La concentració dels ingredients aromàtics segueix generalment aquest ordre:
- loció de massatge o splash (EdS): 1-3% compostos aromàtics
- aigua de Colònia (EdC): 2–6% compostos aromàtics amb aromes cítriques
- aigua de bany (eau de toilette, EdT): 5-15% (generalment ~10%) compostos aromàtics
- aigua de perfum (eau de parfum, EdP), parfum de toilette (PdT): 10-20% (generalment ~15%) compostos aromàtics
- essència de perfum (extrait de parfum): 15-40% (generalment 20%) compostos aromàtics

## Història
L'aigua de Colònia és un perfum d'extractes cítrics llançat a Colònia el 1709 per Giovanni Maria Farina (1685-1766), un perfumer italià de Santa Maria Maggiore, al Valle Vigezzo. Quan Farina creà el perfum, va dir que volia que fes l'olor d'un matí primaveral italià després de la pluja.
L'aigua de Colònia original s'usava només com a perfum, i Napoleó era un entusiasta de l'aigua de Colònia de Farina.
La fórmula de Farina s'ha produït a Colònia des del 1709 per part de Farina Gegenüber, i continua essent un secret. La seva botiga a Obenmarspforten va obrir el 1709 i avui en dia és la companyia de fragàncies més antiga del món. Altres colònies només en comparteixen el nom i fan una olor completament diferent. El 1806, Jean-Marie Farina, un besnet de Giovanni Maria Farina, va obrir el negoci de perfums de París que acabà esdevenint Roger & Gallet, que posseeixen els drets de l'Eau de Cologne Extra Vieille.
"Aigua de Colònia", o només "colònia", ja és un terme comú. Nogensmenys, l'aigua de Colònia original, la de la ciutat alemanya de Colònia, no és estrictament aigua de colònia, sinó eau de toilette, perquè té més d'un 5% de compostos aromàtics.